# Richard Winther
Richard Winther (23. juli 1926, Maribo – 30. august 2007, Vindeby) var en dansk kunstner. Hans kunstværker fokuserede overvejende på malerier, grafik, fotografi og skulpturer. Hans arbejder var inspireret af Asger Jorn og Richard Mortensen. Fra 1980 til 1986 var han professor i malerkunst ved Kunstakademiet i København.
Richard Winther blev uddannet Kunstakademiet 1945-57 hos Vilhelm Lundstrøm, Aksel Jørgensen og Holger J. Jensen, og studerede senere tibetansk sprog på Københavns Universitet fra 1960 til 1964.
Han var internationalt kendt for sin kunst, men syntes efterhånden, at kunsten var blevet for kommerciel. 1993 købte han det tidligere alderdomshjem i Vindeby, og boede her frem til sin død i 2007. Han dekorerede i 1995 husets vægge med væg- og loftmalerier. De fleste motiver er taget ud af den antikke mytologi og beskriver både kærlighed og det onde. Efterhånden blev han glemt. Det gav ham plads til et eksperimentere og lege og studere myter og mytologi. Huset ejes af foreningen Richard Winthers Hus, som arbejder på at bevare bygningen og de mange vægmalerier. Husets udstillingsområde er i alt på 250 kvadratmeter.

## Separatudstillinger
- 2001: Stege Bibliotek
- 2005: Gammel Holtegaard
- 2008–2009: University of Massachusetts Art Gallery
- 2010: Museum Jorn
- 2011: Clausens Kunsthandel, DAMP og ApArt, Fotografisk Center in Copenhagen, og Møstings Hus
- 2012: Richard Winthers hus og Galleri Tom Christoffersen
- 2012–2013: Fuglsang Kunstmuseum
- 2013: Galleri Klejn, Rdo Huset, Tal R Galleri, Galleri Tom Christoffersen og Stensalen

## Æresbevisninger
- 1971 Eckersberg Medaillen
- 1974 Statens kunstfonds livsvarige ydelse
- 1992 Prins Eugens Medalje
- 1997 Thorvaldsen Medaillen